# Grimaucourt-près-Sampigny
Grimaucourt-près-Sampigny är en kommun i departementet Meuse i regionen Grand Est (tidigare regionen Lorraine) i nordöstra Frankrike. Kommunen ligger i kantonen Commercy som tillhör arrondissementet Commercy. År 2022 hade Grimaucourt-près-Sampigny 93 invånare.

## Befolkningsutveckling
Antalet invånare i kommunen Grimaucourt-près-Sampigny
| Referens: INSEE |